# Megalomyrmex goeldii
Megalomyrmex goeldii är en myrart som beskrevs av Auguste-Henri Forel 1912. Megalomyrmex goeldii ingår i släktet Megalomyrmex och familjen myror. Inga underarter finns listade i Catalogue of Life.